# Campionati europei di atletica leggera indoor 2021
I XXXVI Campionati europei di atletica leggera indoor si sono svolti presso l'Arena Toruń di Toruń, in Polonia, dal 4 al 7 marzo 2021.
Alla manifestazione non hanno preso parte gli atleti russi, nemmeno con lo status di Atleti Neutrali Autorizzati, a causa della sospensione ricevuta dalla federazione russa di atletica leggera nel 2015 per il doping di Stato in Russia.

## Criteri di qualificazione
| Uomini             | Uomini             | Gara               | Donne              | Donne              |
| Indoor             | Outdoor            | Gara               | Indoor             | Outdoor            |
| ------------------ | ------------------ | ------------------ | ------------------ | ------------------ |
| 6"77               | 10"20 (100 m)      | 60 metri piani     | 7"40               | 11"15 (100 m)      |
| 47"60              | 46"00              | 400 metri piani    | 53"75              | 52"00              |
| 1'49"00            | 1'46"00            | 800 metri piani    | 2'05"50            | 2'02"00            |
| 3'45"00            | 3'37"00            | 1500 metri piani   | 4'17"00            | 4'09"00            |
| 4'01"00 (miglio)   | 3'55"00 (miglio)   | 1500 metri piani   | 4'35"00 (miglio)   | 4'30"00 (miglio)   |
| 8'00"00            | 7'43"50            | 3000 metri piani   | 9'10"00            | 8'53"50            |
| 7"88               | 13"60 (110 m hs)   | 60 metri ostacoli  | 8"25               | 13"05 (100 m hs)   |
| Migliori 6 squadre | Migliori 6 squadre | Staffetta 4×1 giro | Migliori 6 squadre | Migliori 6 squadre |
| 2,28 m             | 2,28 m             | Salto in alto      | 1,96 m             | 1,96 m             |
| 5,72 m             | 5,72 m             | Salto con l'asta   | 4,61 m             | 4,61 m             |
| 8,05 m             | 8,05 m             | Salto in lungo     | 6,80 m             | 6,80 m             |
| 16,95 m            | 16,95 m            | Salto triplo       | 14,30 m            | 14,30 m            |
| 20,85 m            | 20,85 m            | Getto del peso     | 18,20 m            | 18,20 m            |
| Migliori 12 atleti | Migliori 12 atleti | Eptathlon          | –                  | –                  |
| –                  | –                  | Pentathlon         | Migliori 12 atleti | Migliori 12 atleti |

Ogni nazione può iscrivere fino a quattro atleti per ogni gara individuale. Il numero massimo di atleti che possono prendere parte alle due gare di prove multiple è pari a dodici. Di questi, sei atleti sono selezionati sulla base del ranking europeo del decathlon (per gli uomini) e dell'eptathlon (per le donne) delle stagioni outdoor 2019 e 2020; gli altri sei atleti solo selezionati sulla base del ranking europeo dell'eptathlon (per gli uomini) e del pentathlon (per le donne) della stagione indoor 2021 alla data del 22 febbraio 2021.
Alle staffette possono prendere parte sei squadre nazionali: un posto è assegnato alla squadra della nazione ospitante, tre posti sono assegnati in base al ranking della staffetta 4×400 metri delle stagioni outdoor 2019 e 2020, mentre i rimanenti due posti (o tre se il paese ospitante rinuncia al proprio posto) sono assegnati sulla base del ranking indoor 2021 della staffetta 4×2 giri alla data del 22 febbraio 2021.

## Calendario
| Data             | 04 | 04 | 05 | 05 | 06  | 06 | 07 | 07 |
| Evento           |    |    |    |    |     |    |    |    |
| ---------------- | -- | -- | -- | -- | --- | -- | -- | -- |
| 60 m             |    |    |    |    | B ½ | F  |    |    |
| 400 m            |    |    | B  | SF |     | F  |    |    |
| 800 m            |    | B  |    | SF |     | F  |    |    |
| 1 500 m          |    | B  |    | F  |     |    |    |    |
| 3 000 m          |    |    | B  |    |     |    |    | F  |
| 60 m hs          |    |    |    |    | B   |    | SF | F  |
| Salto in alto    |    | Q  |    |    |     |    | F  |    |
| Salto con l'asta |    |    |    |    | Q   |    |    | F  |
| Salto in lungo   |    | Q  |    | F  |     |    |    |    |
| Salto triplo     |    |    | Q  |    |     |    | F  |    |
| Getto del peso   |    |    | Q  | F  |     |    |    |    |
| Eptathlon        |    |    |    |    | F   | F  | F  | F  |
| 4×400 m          |    |    |    |    |     |    |    | F  |

| P | Batterie preliminari | B | Batterie | Q | Qualificazioni | SF | Semifinali | F | Finale |

| Data             | 04 | 04 | 05 | 05 | 06 | 06 | 07  | 07 |
| Evento           |    |    |    |    |    |    |     |    |
| ---------------- | -- | -- | -- | -- | -- | -- | --- | -- |
| 60 m             |    |    |    |    |    |    | B ½ | F  |
| 400 m            |    |    | B  | SF |    | F  |     |    |
| 800 m            |    |    | B  |    |    | SF |     | F  |
| 1 500 m          |    |    | B  |    |    | F  |     |    |
| 3 000 m          |    | B  |    | F  |    |    |     |    |
| 60 m hs          |    |    |    |    | B  |    | SF  | F  |
| Salto in alto    |    |    |    | Q  |    |    |     | F  |
| Salto con l'asta |    |    |    |    |    | F  |     |    |
| Salto in lungo   |    |    | Q  |    |    | F  |     |    |
| Salto triplo     |    |    |    |    | Q  |    |     | F  |
| Getto del peso   |    | Q  |    | F  |    |    |     |    |
| Pentathlon       |    |    | F  | F  |    |    |     |    |
| 4×400 m          |    |    |    |    |    |    |     | F  |

## Risultati

### Uomini
| Specialità | Oro                                                                         | Prestazione | Argento                                                       | Prestazione | Bronzo                                                         | Prestazione |
| Corse piane |                                                                             |             |                                                               |             |                                                                |             |
| 60 metri (dettagli) | Marcell Jacobs                                                              | 6"47        | Kevin Kranz                                                   | 6"60        | Ján Volko                                                      | 6"61        |
| 400 metri (dettagli) | Óscar Husillos                                                              | 46"22       | Tony van Diepen                                               | 46"25       | Liemarvin Bonevacia                                            | 46"30       |
| 800 metri (dettagli) | Patryk Dobek                                                                | 1'46"81     | Mateusz Borkowski                                             | 1'46"90     | Jamie Webb                                                     | 1'46"95     |
| 1500 metri (dettagli) | Jakob Ingebrigtsen                                                          | 3'37"56     | Marcin Lewandowski                                            | 3'38"06     | Jesús Gómez                                                    | 3'38"47     |
| 3000 metri (dettagli) | Jakob Ingebrigtsen                                                          | 7'48"20     | Isaac Kimeli                                                  | 7'49"41     | Adel Mechaal                                                   | 7'49"47     |
| Corse a ostacoli |                                                                             |             |                                                               |             |                                                                |             |
| 60 metri ostacoli (dettagli) | Wilhem Belocian                                                             | 7"42        | Andrew Pozzi                                                  | 7"43 =      | Paolo Dal Molin                                                | 7"56        |
| Salti |                                                                             |             |                                                               |             |                                                                |             |
| Salto in alto (dettagli) | Maksim Nedasekaŭ                                                            | 2,37 m      | Gianmarco Tamberi                                             | 2,35 m =    | Thomas Carmoy                                                  | 2,26 m      |
| Salto con l'asta (dettagli) | Armand Duplantis                                                            | 6,05 m      | Valentin Lavillenie                                           | 5,80 m =    | Piotr Lisek                                                    | 5,80 m =    |
| Salto in lungo (dettagli) | Miltiadīs Tentoglou                                                         | 8,35 m      | Thobias Montler                                               | 8,31 m      | Kristian Pulli                                                 | 8,24 m      |
| Salto triplo (dettagli) | Pedro Pichardo                                                              | 17,30 m     | Alexis Copello                                                | 17,04 m     | Max Heß                                                        | 17,01 m     |
| Lanci |                                                                             |             |                                                               |             |                                                                |             |
| Getto del peso (dettagli) | Tomáš Staněk                                                                | 21,62 m     | Michał Haratyk                                                | 21,47 m     | Filip Mihaljević                                               | 21,31 m     |
| Prove multiple |                                                                             |             |                                                               |             |                                                                |             |
| Eptathlon (dettagli) | Kévin Mayer                                                                 | 6392 p.     | Jorge Ureña                                                   | 6158 p.     | Paweł Wiesiołek                                                | 6133 p.     |
| Staffette |                                                                             |             |                                                               |             |                                                                |             |
| Staffetta 4×400 metri (dettagli) | Paesi Bassi Jochem Dobber Liemarvin Bonevacia Ramsey Angela Tony van Diepen | 3'06"06     | Rep. Ceca Vít Müller Pavel Maslák Michal Desenský Patrik Šorm | 3'06"54     | Gran Bretagna Joe Brier Owen Smith James Williams Lee Thompson | 3'06"70     |
| record mondiale; record mondiale stagionale; record europeo; record europeo stagionale; record dei campionati; record nazionale; record personale; record personale stagionale. |                                                                             |             |                                                               |             |                                                                |             |

### Donne
| Specialità | Oro                                                                | Prestazione | Argento                                                             | Prestazione | Bronzo                                                                                    | Prestazione |
| Corse piane |                                                                    |             |                                                                     |             |                                                                                           |             |
| 60 metri (dettagli) | Ajla Del Ponte                                                     | 7"03        | Lotta Kemppinen                                                     | 7"22        | Jamile Samuel                                                                             | 7"22        |
| 400 metri (dettagli) | Femke Bol                                                          | 50"63       | Justyna Święty-Ersetic                                              | 51"41       | Jodie Williams                                                                            | 51"73       |
| 800 metri (dettagli) | Keely Hodgkinson                                                   | 2'03"88     | Joanna Jóźwik                                                       | 2'04"00     | Angelika Cichocka                                                                         | 2'04"15     |
| 1500 metri (dettagli) | Elise Vanderelst                                                   | 4'18"44     | Holly Archer                                                        | 4'19"91     | Hanna Klein                                                                               | 4'20"07     |
| 3000 metri (dettagli) | Amy-Eloise Markovc                                                 | 8'46"43     | Alice Finot                                                         | 8'46"54     | Verity Ockenden                                                                           | 8'46"60     |
| Corse a ostacoli |                                                                    |             |                                                                     |             |                                                                                           |             |
| 60 metri ostacoli (dettagli) | Nadine Visser                                                      | 7"77        | Cynthia Sember                                                      | 7"89        | Tiffany Porter                                                                            | 7"92        |
| Salti |                                                                    |             |                                                                     |             |                                                                                           |             |
| Salto in alto (dettagli) | Jaroslava Mahučich                                                 | 2,00 m      | Iryna Heraščenko                                                    | 1,98 m      | Ella Junnila                                                                              | 1,96 m      |
| Salto con l'asta (dettagli) | Angelica Moser                                                     | 4,75 m      | Tina Šutej                                                          | 4,70 m =    | Holly Bradshaw                                                                            | 4,65 m      |
| Salto con l'asta (dettagli) | Angelica Moser                                                     | 4,75 m      | Tina Šutej                                                          | 4,70 m =    | Iryna Žuk                                                                                 | 4,65 m      |
| Salto in lungo (dettagli) | Maryna Bech-Romančuk                                               | 6,92 m      | Malaika Mihambo                                                     | 6,88 m      | Khaddi Sagnia                                                                             | 6,75 m      |
| Salto triplo (dettagli) | Patrícia Mamona                                                    | 14,53 m     | Ana Peleteiro                                                       | 14,52 m     | Neele Eckhardt                                                                            | 14,52 m     |
| Lanci |                                                                    |             |                                                                     |             |                                                                                           |             |
| Getto del peso (dettagli) | Auriol Dongmo                                                      | 19,34 m     | Fanny Roos                                                          | 19,29 m     | Christina Schwanitz                                                                       | 19,04 m     |
| Prove multiple |                                                                    |             |                                                                     |             |                                                                                           |             |
| Pentathlon (dettagli) | Nafissatou Thiam                                                   | 4904 p.     | Noor Vidts                                                          | 4791 p.     | Xénia Krizsán                                                                             | 4644 p.     |
| Staffette |                                                                    |             |                                                                     |             |                                                                                           |             |
| Staffetta 4×400 metri (dettagli) | Paesi Bassi Lieke Klaver Marit Dopheide Lisanne de Witte Femke Bol | 3'27"15     | Gran Bretagna Zoey Clark Jodie Williams Amarachi Pipi Jessie Knight | 3'28"20     | Polonia Natalia Kaczmarek Małgorzata Hołub-Kowalik Kornelia Lesiewicz Aleksandra Gaworska | 3'29"94     |
| record mondiale; record mondiale stagionale; record europeo; record europeo stagionale; record dei campionati; record nazionale; record personale; record personale stagionale. |                                                                    |             |                                                                     |             |                                                                                           |             |

## Medagliere
Legenda
     Paese ospitante
| Posizione | Paese         | Oro | Argento | Bronzo | Totale |
| --------- | ------------- | --- | ------- | ------ | ------ |
| 1         | Paesi Bassi   | 4   | 1       | 2      | 7      |
| 2         | Portogallo    | 3   | 0       | 0      | 3      |
| 3         | Gran Bretagna | 2   | 4       | 6      | 12     |
| 4         | Belgio        | 2   | 2       | 1      | 5      |
| 5         | Francia       | 2   | 2       | 0      | 4      |
| 6         | Ucraina       | 2   | 1       | 0      | 3      |
| 7         | Norvegia      | 2   | 0       | 0      | 2      |
| 7         | Svizzera      | 2   | 0       | 0      | 2      |
| 9         | Polonia       | 1   | 5       | 4      | 10     |
| 10        | Spagna        | 1   | 2       | 2      | 5      |
| 11        | Svezia        | 1   | 2       | 1      | 4      |
| 12        | Italia        | 1   | 1       | 1      | 3      |
| 13        | Rep. Ceca     | 1   | 1       | 0      | 2      |
| 14        | Bielorussia   | 1   | 0       | 1      | 2      |
| 15        | Grecia        | 1   | 0       | 0      | 1      |
| 16        | Germania      | 0   | 2       | 4      | 6      |
| 17        | Finlandia     | 0   | 1       | 2      | 3      |
| 18        | Azerbaigian   | 0   | 1       | 0      | 1      |
| 18        | Slovenia      | 0   | 1       | 0      | 1      |
| 20        | Croazia       | 0   | 0       | 1      | 1      |
| 20        | Ungheria      | 0   | 0       | 1      | 1      |
| 20        | Slovacchia    | 0   | 0       | 1      | 1      |
| Totale    | Totale        | 26  | 26      | 27     | 79     |